# شیخعلی ابیوردی
علی مجتهد ابیوردی شیرازی ملقب به شیخ علی مجتهد (زادهٔ ۱۲۸۲ ه‍.ق - درگذشتهٔ ۲۵ رجب ۱۳۵۷) یکی از شخصیت‌های برجستهٔ علمی و سیاسی جنوب ایران در اواخر عهد قاجار و ابتدای دورهٔ پهلوی است.

## از ابیورد خراسان تا ابیورد فارس
ابیورد از شهرهای تاریخی و باسابقه خراسان است که از آنجا علماء، ادباء، فلاسفه و عرفای برجسته‌ای همچون حکیم انوری ابیوردی، ابوسعید ابوالخیر، الابیوردی شاعر و … برخاسته‌اند. این شهر در حال حاضر خرابه‌ای در قسمت غربی راه عشق آباد به مرو (در ۱۱۹ کیلومتری این جاده) و در خاک ترکمنستان قرار دارد. یکی از سیاست‌های نادرشاه افشار اقدام به جابجایی اقوام از نقاط مختلف ایران به نقاط دیگر بود.
در محرم ۱۲۹۹ ق بر اثر قرارداد اخال مناطق ابیورد و دهستان‌های درگز از ایران جدا شد. ابیوردی‌های مقیم شیراز از طایفه اینانلو و از ایل افشار بوده و این طایفه چند تیره است که یکی از آن‌ها ابوالوردی است که از میانه زمان صفویه ریاست طایفه اینانلو را بر عهده داشته‌اند و بعدها یعنی حدود دویست سال قبل که از این طایفه جدا شده و رابطه‌شان را با آن‌ها قطع کردند. ابوالوردی‌ها که طبق نقلی همراه نادر به فارس آمده و ماندگار شدند ییلاق و قشلاق می‌کردند و در تابستان‌ها به سرحد چهاردانگه می‌رفتند.

## زندگی‌نامه

### نام و تولد
علی ابن حبیب‌الله ابن عبدالله بن اسماعیل بن عبدالله ابیوردی اصالتاً اهل چهاردانگه اقلید بود. وی در قریهٔ لاله گون سرحد چهاردانگه منطقه‌ای سردسیر در شهرستان اقلید به سال ۱۲۸۲ (قمری) چشم بر جهان گشود. چون اسکان ابیوردی‌های شیراز در ۱۲۹۳ ق و در زمان فرهاد میرزا معتمد الدوله بوده پس شیخ علی در زمانی که هنوز تیره ابیوردی کوچنده بودند متولد شده و چند سال بعد حالت ده نشینی به خود گرفته و البته در زمان حاضر «ابیوردی» خود یک شهر آباد و سر سبز است. گفته شده نام اصلی شخصیت موردنظر ما در واقع یعقوب علی بوده ولی به همان علی مشهور شده‌است. یک نکته در مورد شیخ علی ابیوردی اینکه نام ایشان در اغلب منابع و اسناد عهد قاجار و پهلوی به‌صورت علی ابو وردی، علی ابی وردی، علی ابوالوردی و ابی الوردی آمده‌است و خود شیخ علی هم در امضاهایش معمولاً ابو وردی و ابی وردی می‌نوشت. به خاطر همین تغییر حالت کلمه ابیورد، مردم محلی فارس از قدیم تا به حال از استعمال و اطلاق «بُلوَردی» بر طایفه خود دریغ ندارند و باید توجه داشت که همهٔ این‌ها یکی است.

### تحصیلات شیراز
علی ابیوردی وقتی به سن نوجوانی رسید در چهارده سالگی (۱۲۹۶ ق) به شیراز سفر کرد و چند سالی در محلهٔ سنگ سیاه در منزل عموزاده‌اش مرحوم حاج عبدالله تاجر ابیوردی سکونت گزید و به تحصیل درس عربی مشغول شد و به تشویق حاج عبدالله تاجر ابیوردی تحصیلات عربی را در حوزهٔ درسعبدالجبار جهرمی که در آن زمان از مجتهدین درجه اول شیراز به‌شمار می‌آمد آغاز نمود، سپس دروس حوزوی را در محضر محمدحسین محلاتی از علمای بزرگ شیراز و ملا عبدالجبار جهرمی فراگرفت. سپس در ۲۴ سالگی به رسم آن دوران برای تکمیل تحصیلات و جواز اجتهاد عازم عتبات عالیات شد. در عتبات عراق چند سال در سامرا و چند سال در نجف از محضر بزرگان استفاده‌ها برد و خود مجتهدی بزرگ شده، به موطن خود بازگشت.

### اساتید عتبات
شیخ علی در سال ۱۳۰۶ ق به سامرا هجرت کرده و افتخار شاگردی در پیشگاه مرجع بزرگ شیعه میرزای شیرازی حاضر شده و پس از رحلت او در ۱۳۱۲ ق راهی نجف شد تا در حوزهٔ نجف به خدمت ملا محمدکاظم خراسانی معروف به آخوند خراسانی بهره علمی ببرد. ممکن است شیخ علی در نجف علاوه بر درس آخوند خراسانی به دروس آقا رضا همدانی، سید محمدکاظم یزدی و به خصوص دروس معقول شیخ محمدباقر اصطهباناتی نیز حاضر شده باشد.

### بازگشت به ایران
شیخ علی ابیوردی پس از پایان تحصیلاتش که مشتمل بر معلومات فقه و اصول و منطق و حکمت و معانی و بیان و ریاضیات و غیره بود از طرف استادش ملا محمدکاظم خراسانی برای ترویج مشروطه به سمت شیراز حرکت کرد و به انجام وظایف شرعی خود پرداخت.
قبل از ورود ایشان به شیراز عموم اهالی از علما و طلاب گرفته تا بازاریان و سایر اصناف مردم به استقبال ایشان آمدند و مرحوم حاج مهذب الدوله در باغ انار واقع در تل خداش به مناسبت حضور شادی آفرین شیخ علی ابیوردی، از همه حضار پذیرایی نمود. شیخ علی سپس به سوی شیراز حرکت کرد.

## شاگردان
سیدمحی الدین فال اسیری
محمدعلی حکیم؛
میرزا جواد دارابی
سید عبدالله شیرازی
سید نورالدین حسینی شیرازی
سید علی اکبر آیت‌اللهی جهرمی
سید محمدباقر آیت‌اللهی شیرازی
سید محمدکاظم آیت‌اللهی شیرازی
میر محمدلطیف رضاتوفیقی

## نقل حدیث
شیخ علی ابیوردی از آخوند خراسانی احازه نقل حدیث دارد و افرادی چون میرزا جواد دارابی؛ آیت‌الله مرعشی نجفی و سید علی‌اکبر آیت‌اللهی جهرمی از وی اازه نقل روایت دارند.

## آثار علمی و تالیفات
علامه شیخ علی ابیوردی علاوه بر اقدامات اجتماعی و فرهنگی و سیاسی در عرصه تألیف کتاب نیز عالمی فعال بود و طوری‌که برادرشان نصرالله قهرمانی نوشته‌اند «چندین کتاب عربی در فقه و اصول و حکمت و معانی و منطق و رساله‌ای در قوانین و احکامات شرعیه تألیف نموده " اند ولی قهرمانی متأسفانه نامی از آن‌ها نمی‌برد ولی شیخ آقابزرگ تهرانی در الذریعه از فرائد العلویه که شرحی است از شیخ علی ابیوردی بر کتاب مشهور اصولی شیخ انصاری. که در سال ۱۳۱۵ قمری به طبع رسیده و در سال ۱۳۲۸ قمری نیز تجدید چاپ شده‌است یاد می‌کند.
حاشیة الکفایة و دزدبگیر است که دو بار به چاپ رسیده دیوان کنز النصائح یا گنج سعادت که به همت برادر کوچکتر ابیوردی یعنی آقای نصرالله قهرمانی چاپ شده‌است و ذخیرة المعاد از تألیفات وی است.
- گنج سعادت

## در عرصه شعر
شیخ علی که در شعر و شاعری طبع بلند و غرائی داشت به مناسبت نام پدرش که حبیب‌الله بود تخلص شعری حبیب را اختیار نمود، ولی از آن رو که چندان میل و علاقه نداشت که دیوان مستقلی به نام ایشان تدوین گردد، اغلب اشعار را بدون تخلص می‌سرود و چون نسخه-ی مرتبی نداشت، اکثرشان از بین رفته‌است، به جز آنچه برادرش از گوشه و کنار جمع‌آوری کرده و به کمک مدیر کتابخانهٔ احمدی شیراز آقای محمدکریم اردبیلی -از ارادتمندان شیخ علی- چاپ نموده‌است.
مشهورترین شعر او که قصیده‌ای نونیه به تبع قصیده مدائنیه خاقانی است نیز در همین راستای عبرت گرفتن و درس آموختن از عاقبت گذشتگان است نه صرف گریستن بر ربع و اطلال و دمن.
در بارگه جمشید دی فاخته‌ای خوشخوان با نغمه چه خوش می‌گفت کای طرفه کهن ایوان
بر تخت دُرر ریزت در پایه دهلیزت کو جم که دهد فرمان کو درگه و کو دربان
جمشید که بر خورشید برسود کلاه زر آن تارک و آن افسر با خاک شده یکسان
جم عبرت مردم شد افسر ز سرش گم شد سر خشت سر خم شد هان ای سر باهش هان…
ابیوردی در اشعارش به شعر سعدی نیز توجه دارد و گویی به وی نیز عنایت داشته‌است.
در دورهٔ سلطنت احمد شاه که یک نفر از رؤسای ایران به اروپا مسافرت کرده و پس از بازگشت پیشنهاد کرده بود که برای ادارهٔ کارهای لشکری و کشوری مستخدم و مستشار از اروپا بیاورند چرا که ایرانی‌ها خود از عهدهٔ امور بر نمی‌آیند! و در پی این پیشنهاد چند سوئدی استخدام شده بودند، شیخ علی در ارتباط با این ماجرا شعری به طنز حاوی تلخندی عمیق سرود که بیت آخرش چنین است:
| عزتِ قومِ عجمِ سربلند رفت به جائی که عرب نی فکند! |  | {{{2}}} |

همچنین زمانی که یک آلمانی به شیراز آمده تا علمای آن دیار را برای برخی مقاصدش با عقیدهٔ خود همراه سازد و حاج شیخ علی را نیز دعوت به مساعدت نموده بود حبیب شیرازی در رد درخواستش شعری بلند با ابیات متعدد و مضمونی نکوهشی سرود:
| برخیز و رو که هیچ نخواهم که بعد ازین نادان ثنا و مدح سراید دگر مرا دانا اگر که خاک بریزد به فرق من به زان گهر که نادان ریزد به سر مرا… |  | {{{2}}} |

## خط خوش
حبیب شیرازی علاوه بر اینکه شاعری چیره‌دست بود از نعمت هنر خط خوش نیز بهره داشته‌است و در خط نسخ و شکسته استاد بود و ثمرهٔ این هنر نگارش هفت جلد کلام‌الله مجید است و نیز به گفتهٔ برادرش آقای قهرمانی نگارش کتاب بهرام نامه و چندین کتاب دیگر و قطعاتی که به طرز و شیوهٔ خط درویش عبدالمجید خوش‌نویس بوده از آن جمله است. در انتهای کتاب ابیوردی، دیار ترکان پارسی گوی، پیوست شماره ۶ نمونه‌ای از خط زیبای شیخ علی ابیوردی آمده‌است و در پیوست شماره ۹ نمونه‌ای از خط برادر او معین دفتر هم آمده که آن هم زیباست ولی خط ابیوردی از شاکله و رگه هنرمندانه‌تری حکایت دارد.

## نمونه نثر فارسی
از متن کتاب دزدبگیر شیخ علی ابیوردی:
گاه گاه در گوشه و کنار می‌دیدم بعض از متمایلین به حزب بهاء برای اثبات مدعای خویش و حقیقت آن کیش، استدلال به بعض از احادیث وارده از اهل عصمت و طهارت می‌کنند که در فلان کتاب، بهمان حدیث مذکور است؛ در همان اوراق فلان خبر مستور است. ساده لوحان بی-اطلاع بسا باور می‌کنند. علماء شیعه هم نظر به بی‌اعتنایی و متابعت مرسله معروفه "الباطل یموت بترک ذکره"(باطل با مطرح نشدنش، می-میرد) و اینکه طرفیت به این جماعت عوام الناس ملعون سیرت ملبس به لباس انسان، رفته رفته آن‌ها را داخل یک ملتی می‌کند سکوت اختیار می‌کنند. کما اینکه این احقر هم تا به حال در معرض نیامدم؛ تا اینکه دیدم عوام الناس گمان نمی‌کنند که بسا باشد این اخبار{ مورد استناد رؤسای حزب بهاء} اصل ندارد؛ و هرچند هم اگر دلالت آن‌ها و جهت صدور آن‌ها هم تمام باشد، مقابل ضرورت دین سید المرسلین نخواهد استاد. گذشته از ضرورت یک خبر، مقابل دویست خبر متواتر و ششصد حدیث معتبر ظاهر و صد و شصت حدیث که اهل تسنن روایت کرده‌اند مقاومت نمی‌کند. فقط خواستم تحقیق صدق کنم آیا در فلان مجلد و بهمان کتاب که گویند فلان حدیث هست، هست یا نیست! کتاب ایقان میرزا حسینعلی که پیغمبر بلکه مظهر رب‌الارباب دانند! از کسی گرفته، احادیثی را که نسبت به خاندان اطهار (ع) داده و نوشته بود که در فلان کتاب است یا معین نکرده بود، همه را پیدا کرده، مطابقت نموده، دیدم بدون استثناء هیچ‌کدام مطابقه ندارد؛ یا تصحیف و تحریف کرده‌است، یا دزدی و اسقاط. . . لازم دانستم غلط‌ها را نشان دهم. . . . ."(دزد بگیر، شیخ علی ابیوردی (به ضمیمه بز بگیر شیخ محمدجعفر دادخواه)، نشر راه نیکان، تهران، ۱۳۸۸).
تاریخ تألیف کتاب در ۱۳۴۵ ق(۱۳۰۵ش) و محل نوشتن آن مدرسه مرحوم میرزا قاسم در شیراز بوده‌است. کتاب متنی طنزآمیز دارد و شیخ علی در این کتاب بحث‌های مختلف ادبی، حدیثی، رجالی، کلامی و تاریخی را بیان می‌دارد و به شدت بر سواد نداشته صاحب ایقان می-تازد و او را پیغمبر دزدان می‌نامد.
مملکت را خوش مسخر کردی احسنت ای جناب ملتی را تا ابد خر کردی احسنت ای جناب
با چنین نافهمی و بی علمی و بی مدرکی مختصر گویم که محشر کردی احسنت ای جناب

## در قلمرو سیاست
شیخ علی ابیوردی از مکتب دو عالم کم‌نظیر در سیاست برخاسته است. از جمله نامه‌های فراوان عام و خاصی بین آخوند خراسانی و شیخ علی ابیوردی رد و بدل شده‌است. خواست اصلی آخوند خراسانی از روحانیون ایران این است که در این انقلاب عظیم شرکت کرده و دوری نگزینند تا مباد نااهلان به ارکان آن داخل شده و ایجاد خلل نمایند. شیخ علی هم به درخواست استاد سابق خود لبیک گفته و در انتخابات مجلس دوم مشروطه(۱۳۲۷–۱۳۳۰ق) شرکت کرده و جزو منتخبین فارس برگزیده می‌شود. فارس در دوره اول ۸ نماینده داشت و در دوره دوم دارای ۴ نماینده بود. ابوالوردی، حاج آقا مجتهد شیرازی، سید ابراهیم مدرس اردکانی مشهور به انوار، و میرزا محمد ادیب التجار. در یکی از اسناد سیاسی آن روزگار خبر انتخاب وکلای فارس و از جمله ابیوردی چنین آمده: «به موجب قانون مدس مشروطیت… و مواد نظامنامه انتخابات مجلش شورای کبرای ملی… به تاریخ شهر رمضان المبارک ۱۳۲۷[قمری] از برای انتخاب هشت نفر وکلای مجلس مقدس… مقدمتاً از برای وکالت مجلس مقدس دوازده نفر را که… معرفی شده بودند به اهالی پیشنهاد و اخذ رای شد. جناب عمیدالحکماء و جناب آقاشیخ مهدی نجم‌آبادی و… جناب مستطاب شریعتمدار آقای آقا شیخ علی مجتهد ابو الوردی، جناب… آقا سید ابراهیم مدرس… به سمت وکالت مجلس مقدس از طرف اهالی فارس معین و مفتخر گردیده‌اند…».
با تصویب اعتبارنامه اش در ششم صفر ۱۳۲۸ (بهمن ۱۲۸۸) وارد مجلس شد. زمان دوره دوم مجلس دوره پرالتهابی است. دو حزب اصلی مجلس دموکرات‌ها و اعتدالیون هستند. اغلب روحانیون و علما در اعتدالیون عضو بوده و به رهبری سید عبدالله بهبهانی کارها را پیش می‌برند. شیخ علی نیز که در این زمان ۴۵ ساله است عضو اعتدالیون مجلس است. سید عبدالله چند ماه پس از بازگشایی مجلس به وضع فجیعی کشته می‌شود؛ ولی طیف روحانی از اقدامات اصلاحی خود بازنایستاده و یکی از مهم‌ترین خواسته‌های علمای نجف که بحث طراز اول‌های ناظر بر مصوبات مجلس است در این مجلس محقق می‌شود. شیخ علی هم از طرفداران جدی این طرح است. نهایتاً در هیاهوی ورود و هجوم روس به ایران حکم جهاد توسط آخوند خراسانی صادر شده و مردم آماده دفع روس منحوس هستند که ناگهان در آغاز حرکت علمای عراق به سوی ایران آخوند خراسانی به‌طور مشکوکی ناگهان رحلت کرده و چند روز بعد هم مجلس در برابر التیماتوم روس مقاومت می‌کند تا اینکه برخی عناصر خود فروخته اولتیماتوم روس را می‌پذیرند. از اوراق درخشان دفتر روحانیت در این مجلس، عدم قبول التیماتوم روس توسط روحانیون مجلس و اصرار بر مبارزه با روس است. شیخ علی پس از این زمان هم در سیاست دخالت کرده و به علاوه یک نوشته مهم سیاسی در زمینه ساختار و چارچوب مشروطه و قانون و احکام سیاسی این شیوه حکومتی دارد.
یکی از نمونه فعالیت‌ها و عکس‌العمل‌های سیاسی و اجتماعی مرحوم ابیوردی که ۱۶ سال پس از مشروطه انجام پذیرفته هشداری است که به همراه عده‌ای از علمای فارس در سال ۱۳۰۱ ش توسط محقق العلماء و سید محمدباقر دستغیب که نمایندگان فارس هستند به مجلس شورای ملی فرستاده‌اند. در این تلگراف نسبت به عدم اجرای قانون اساسی، بی-توجهی به اصل انتخاب ۵ عالم مجتهد طراز اول، چاپ کتابچه‌های قانون جزای عرفی و غیره، دخول افراد فاسد العقیده در مجلس و قوه مقننه، انتشار کتب ضاله و .. هشدار می‌دهند که «موجب تألم و یأس قاطبه اهل دین شده» و «صریحاً اخطار می‌شود مادامی که اولیاء امور مقتضیات کنونی مملکت را با توافق اخلاق اسلامیه، ملاحظه مصالح عمومی، جزو اعظم پیشرفت امور ندانند اصلاح ایران از محالات عادیه و از دیانت حقه جز اسمی دیگر یاقی نخواهد ماند. حافظین شریعت مطهره به تکالیف شرعی عمل خواهند نمود. منتظر اقدام‌های لازم هستیم… جعفر الموسوی… شیخ علی ابو وردی[به غلط شیخ علی ابروزدی نوشته شده]... مرتضی محلاتی.» یعنی شیخ علی حتی وقتی هم نماینده مجلس نبوده نسبت به اقدامات مجلس عکس‌العمل نشان داده‌است. نکته مهم در این تلگراف اعتراض‌آمیز تأکید بر اصل طراز اول‌های مجلس است. این طرح که طبق آن تمام مصوبات مجلس در عدم مخالفت با شرع شیعه باید به تصویب لااقل ۵ مجتهد طراز اول که از بین ۲۰ مجتهد معرفی شده توسط مراجع عتبات به مجلس انتخاب شده‌اند برسد پس از مجلس دوم معطل ماند و در تمام دوره پهلوی بدون اینکه لغو شود مسکوت باقی گذارده شد. در صورتی که اگر تنها و تنها همین اصل -که دومین اصل از متتم قانون مشروطه بود- اجرا می‌شد بسیاری از مفاسد عهد پهلوی روی نمی‌داد.
از دیگراقدامات سیاسی ابیوردی شراکت در یک حرکت دیگر است. در اواخر سال ۱۳۰۵ ش نامه‌ای از علمای فارس توسط امام جمعه و نماینده فارس به مجلس فرستاده می‌شود که هر قانونی که مخالف موازین شرعیه باشد قانونیت نخواهد داشت و قانون مجازات عمومی که غالباً مخالف شرع شیعه است همین‌طور می‌باشد. جای تأسف است که این قانون را مطرح می‌نمایند و «نسخ و الغای این قانون مخالف با مذهب را به اسرع اوقات…انتظار داریم…» ۲۲ تن از علمای فارس و اتحادیه واعظین آن را مهر و امضا کرده‌اند و یکی از علمای امضاکننده شیخ ابیوردی است. نکته دیگر اینکه مهر او هم هست و «هو العلی الاعلی» می‌باشد.

## درگذشت
شیخ علی ابیوردی پس از یک عمر مجاهدت در عرصهٔ علم و سیاست و فرهنگ و انجام خدمات دینی و شرعی خود در خدمت به دین و ملت عاقبت پس از ۷۵ سال در ۲۵ رجب ۱۳۵۷ (قمری) مصادف با سالروز وفات امام موسی کاظم (ع) رحلت نمود. اهالی شیراز پیکر مطهرش را با نهایت تجلیل و احترام در روضهٔ مبارک حضرت علی ابن حمزه به خاک سپردند و تمثال آن بزرگوار را در بالای مقبره‌اش نصب نمودند.
مرحوم شعاع الملک نیز تاریخ وفات شیخ علی ابیوردی را به حروف ابجد کبیر این‌گونه یافته‌است:
فیلسوف زمانه شیخ علی شیعه خالص علی ولی
سر تفسیر علّم الاسما خوانده بُد از مدرّس ازلی…
گفت تاریخ او شعاع الملک: «وای از مرگ حاج شیخ علی»

## نمادها
علاوه بر خیابانی که در شیراز به نام شیخ علی ابیوردی نامگذاری شده میدانی هم در «ابیوردی» به نام شیخ علی ابیوردی وجود دارد و یادمانی هم با کاشی که تصویر شیخ بر آن آمده نیز به یاد وی در آنجا نصب کرده‌اند. عبارات زیر را که در همان‌جا آمده ختم این مقاله قرار می‌دهیم: «شمس الفقهاء و المجتهدین آیت‌الله حاج شیخ علی ابیوردی -طاب ثراه- فرزند حبیب‌الله، دارای دیوان کنز النصایح و کتابهایی در فقه و اصول و هفت جلد قرآن مجید به خط خودش، نماینده مجلس دوم شورای ملی، که در سال ۱۳۱۷ خورشیدی به رحمت ایزدی پیوسته‌است؛ افتخاری برای «ابیوردی» بوده و است.»